# 味岡申宰
味岡 申宰（あじおか しんさい、1947年2月8日  - ）は、日本の弁護士。奈良県出身。新潟中央法律事務所所属。新潟大学出身の生え抜き法曹の一人
1971年新潟大学人文学部法学科卒業。1974年司法試験合格。1977年新潟県内で弁護士登録。1987年新潟県弁護士会副会長。1999年新潟公務員法律専門学校兼任講師。2001年新潟大学法学部兼任講師（民法など担当）。2004年新潟大学法科大学院開設に伴い同大学院実務法学研究科教授（現代司法論など担当）。2008年新潟大学法科大学院附属地域法実務センター（現・新潟大学教育研究院人文社会科学系附属地域法務連携支援センター）長。2013年新潟大学停年退官。同法科大学院客員教授（現代司法論を担当）。新潟県弁護士会会長。2016年新潟大学法科大学院廃止に伴い同退官。2020年旭日小綬章を受章。
先物取引等の投資被害弁護や新潟水俣病訴訟の被害者弁護団の弁護士として尽力。

## 論文
- 「水俣病事件の「解決」に思う」『環境と公害 25 (2)』岩波書店 1995-10
- 「判例・和解事例報告」『先物取引被害研究 (16),』共著　先物取引被害全国研究会 2001-03
- 「新潟水俣病の発生と紛争解決過程における訴訟・交渉・合意の意義と機能」『法政理論 45 (2)』新潟大学法学会 2012-12